# Svojšice (Příbram)
Svojšice é uma comuna checa localizada na região da Boêmia Central, distrito de Příbram.